# 恩平五·二九空战
恩平五·二九空战，指1959年5月29日中国人民解放军空军與中華民國空軍在廣東省恩平縣上空的一場空戰。

## 概述
5月29日，中華民國空軍黑蝙蝠中隊两架B-17G，分别从广东东部和西部地区飛入大陆，实施电子侦察。20时58分，其中一架从雷州半岛低空飞至粤桂边山区。此时，该地区云高260至500米，人民解放军航空兵第18师指挥所命令第52团中队长蒋哲伦驾驶一架米格-17型飞机起飞拦截，该机装有新型机载雷达，能在夜间发现低空飞行目标。23时许，蒋哲伦在领航员引导下，于恩平上空发现目标，机载雷达于2公里处截获B-17G型飞机，随即两次开炮，将其击落，飞机残骸坠于恩平县境内，机上15名乘员全部罹難。遗骸直到1992年12月14日才遷葬回台。死者名单為李暋、徐銀桂、韓彥、傅定昌、馬甦、葉震寰、黃福洲、趙成就、伏惠湘、陳駿聲、黃士文、宋迺洲、李德山、陳亞興。